# Armando da Gama Ochoa
Armando Humberto da Gama Ochôa GCC • CvA (Bragança, 28 de Julho de 1877 — Vichy, 9 de Junho de 1941) foi um oficial da Marinha de Guerra Portuguesa e político ligado às facções unionista e sidonista da fase final da Primeira República Portuguesa. Entre outras funções políticas de relevo, foi deputado ao Congresso da República (1915 a 1917) e ministro dos governos da Ditadura Nacional, nos quais em cerca de vinte dias geriu quatro pastas. Foi membro do triunvirato que governou de 1 a 3 de Junho de 1926, com as pastas do Interior, dos Negócios Estrangeiros e da Instrução Pública. Foi Ministro das Colónias de 19 de Junho a 6 de Julho de 1926. Terminou a sua carreira como ministro plenipotenciário de Portugal em Paris no período de 1926 a 1941.

## Biografia
Filho do juiz Francisco António Ochoa e de Adelaide Augusta Coelho de Abreu de Meneses Teixeira de Sousa Guedes da Gama, ingressou na Marinha Portuguesa em 1989. Foi promovido a guarda-marinha em 1901, e a primeiro tenente, em 1918. Atingiu o posto de capitão-tenente.
Fez parte da Maçonaria, iniciado em 1904 na Loja Liberdade, em Lisboa.
Foi deputado de 1915 a 1917, eleito pelo Partido Unionista (Partido da União Republicana). Tomou parte em operações militares da Primeira Guerra Mundial.
A 11 de Março de 1919 foi feito Cavaleiro da Ordem Militar de São Bento de Avis e a 8 de Março de 1929 foi agraciado com a Grã-Cruz da Ordem Militar de Nosso Senhor Jesus  Cristo.
Fez parte da Junta de Salvação Pública saída do golpe militar de 28 de Maio de 1926, juntamente com Mendes Cabeçadas e Gomes da Costa. Com a implantação da Ditadura Nacional, integrou o efémero 1.º governo ditatorial (de 30 de maio a 17 de Junho de 1926), indigitado para diversas pastas, já o aquele governo era na realidade um triunvirato do qual era um dos membros. Transitou para o 2.º governo, com uma meteórica passagem pelo Ministério das Colónias (de 19 de junho a 6 de julho de 1926).

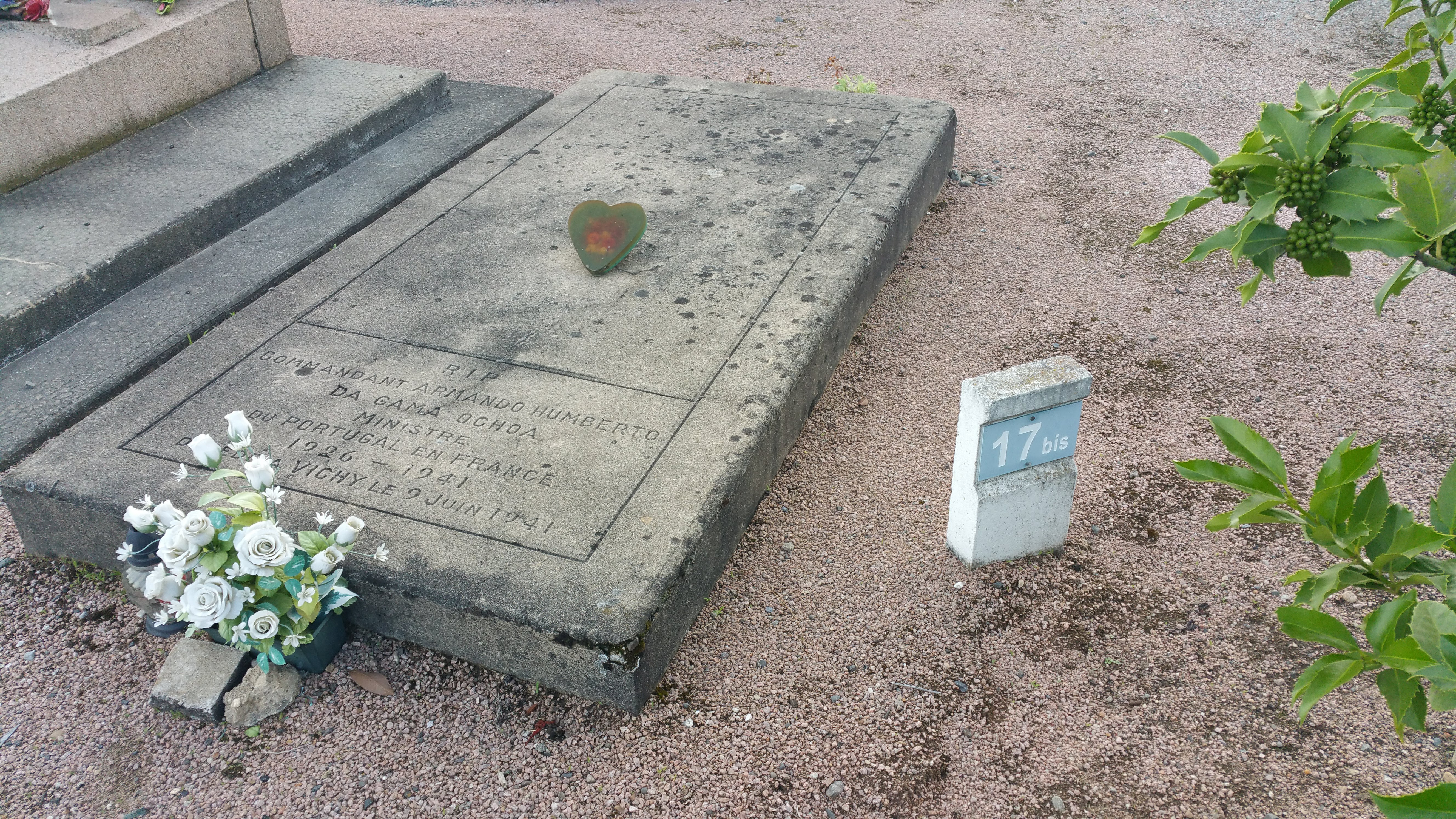
Túmulo de Armando Humberto da Gama Ochoa no Cemitério de Vichy.

Posteriormente seria embaixador de Portugal em Paris. Com a tomada de Paris pelas forças da Alemanha Nazi, transferiu-se com o governo francês para Vichy, onde faleceu Está sepultado em Vichy.